# Roman Mann
Roman Wilhelm Mann (ur. 19 października 1911 we Lwowie, zm. 11 marca 1960 w Zakopanem) – polski scenograf filmowy, architekt, malarz, rysownik i pedagog.

## Życiorys
Roman Mann urodził się 19 października 1911 we Lwowie. Syn Wilhelma Manna i Emilii z domu Quest. Jego przodkowie byli kolonistami niemieckimi pochodzącymi z Nadrenii, osiadłymi we Lwowie. Był bratankiem Józefa Manna, bratem Kazimierza (1910–1975), malarza i grafika oraz Tadeusza (1908–1994), naukowca i lekarza, stryjem dziennikarza i satyryka Wojciecha Manna.
Z żoną Lidwiną Mann (inaczej Lidwina Mannowa) z domu Müller, kostiumolog filmową, miał dwóch synów - Marka (1942), malarza i grafika oraz Pawła (1945), archeologa i filmowca.
Zginął w wypadku 11 marca 1960 r. w Zakopanem.
Ma gwiazdę w Alei Gwiazd w Łodzi.

## Twórczość

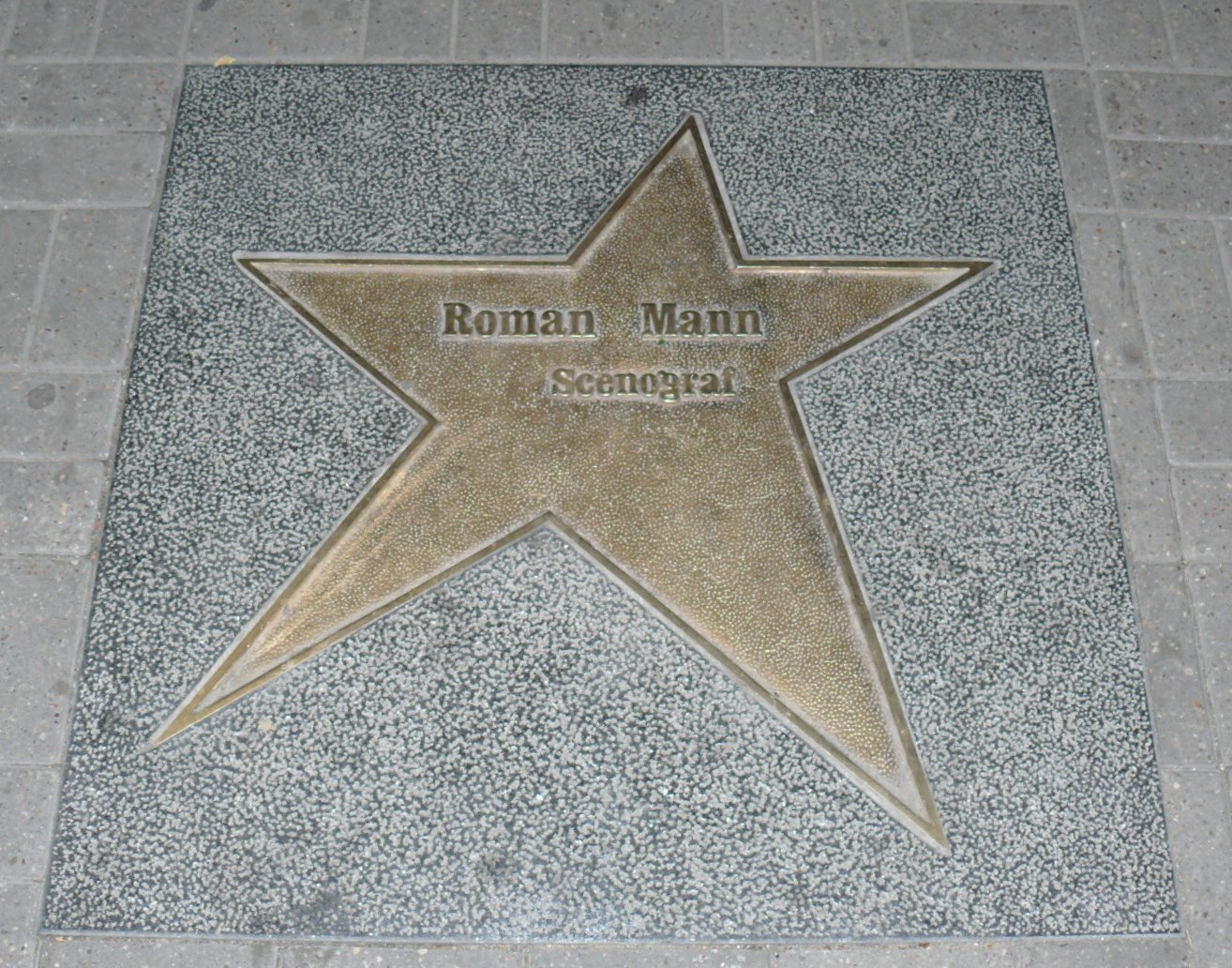
Gwiazda w Alei Gwiazd w Łodzi

W latach 1930–1935 studiował architekturę na Politechnice Lwowskiej i przygotowywał scenografię do wystaw. W 1938 kontynuował studia z architektury wnętrz i scenografii w Kunstgewerbeschule w Wiedniu. W tym też roku zaprojektował hotel Zdrojowy w Krynicy wraz z wystrojem wnętrz. W latach 1939–1944 był wykładowcą w Szkole Przemysłu Artystycznego we Lwowie; a od 1945 do 1946 kierownikiem pracowni kowalsko-ślusarskiej w Państwowej Szkole Przemysłu Drzewnego w Zakopanem. W latach 1946–1948 pracował w Biurze Budowlanym Przemysłu Węglowego w Katowicach; w 1946 zaprojektował przebudowę budynku Teatru Zagłębia w Sosnowcu. W późniejszych latach zatwierdzał projekty konserwatorsko-architektoniczne dla diecezji łódzkiej. Zaprojektował również kościół w Zgierzu i elewację do Filharmonii Łódzkiej (niezrealizowana) oraz wnętrze Sali Malinowa w łódzkim Hotelu Grand. Od 1951 do 1956 był profesorem Zakładu Architektury Wnętrz i Projektowania oraz Architektury Okolicznościowej w PWSSP w Łodzi, a w latach 1953–1955 dziekanem Wydziału Architektury Wnętrz. W latach 1947–1960 był scenografem początkowo w Przedsiębiorstwie Państwowym Film Polski, a później w Zespołach Realizatorów Filmowych w Łodzi.

## Scenografie do filmów
Wykonał projekty scenograficzne do filmów:
- 1947: Ostatni etap, Nawrócony, Ślepy tor;
- 1948: Stalowe serca;
- 1949: Czarci żleb, Dom na pustkowiu;
- 1950: Miasto nieujarzmione, Pierwszy start, Warszawska premiera;
- 1951: Młodość Chopina;
- 1953: Pamiątka z Celulozy, Przygoda na Mariensztacie;
- 1954: Kariera, Pod gwiazdą frygijską, Pokolenie, Uczta Baltazara;
- 1955: Sprawa pilota Maresza, Zaczarowany rower;
- 1956: Cień, Człowiek na torze, Kanał, Wraki, Zemsta;
- 1957: Deszczowy lipiec, Ewa chce spać, Prawdziwy koniec wielkiej wojny;
- 1958: Krzyż Walecznych, Ósmy dzień tygodnia, Popiół i diament;
- 1959: Sygnały, Awantura o Basię, Cafe pod Minogą;
- 1960: Do widzenia, do jutra, Krzyżacy, Powrót i Matka Joanna od Aniołów.